# Calkin-Algebra
In der Mathematik ist die Calkin-Algebra (nach John Williams Calkin) eine spezielle Banachalgebra, die einem Banachraum (ein Vektorraum) zugeordnet ist. 
In der Calkin-Algebra kann man Eigenschaften stetiger linearer Operatoren vereinfacht betrachten, indem Operatoren, deren Differenz kompakt ist, identifiziert werden. So kommt man zu Klassifikationssätzen für  normale Operatoren modulo kompakter Operatoren.

## Definition
Sei {\displaystyle E} ein Banachraum. Dann ist die Banachalgebra {\displaystyle K(E)} der kompakten Operatoren auf {\displaystyle E} ein zweiseitiges, abgeschlossenes Ideal in der Algebra {\displaystyle B(E)} aller beschränkten linearen Operatoren auf {\displaystyle E}.
Dann ist die Quotienten-Algebra {\displaystyle B(E)/K(E)} mit der Quotientennorm wieder eine Banachalgebra, die Calkin-Algebra von {\displaystyle E}. {\displaystyle \pi \colon B(E)\rightarrow B(E)/K(E)} sei die Quotientenabbildung.

## Fredholm-Operatoren
Fredholm-Operatoren lassen sich mittels der Calkin-Algebra charakterisieren. Der Satz von F. V. Atkinson besagt, dass für einen beschränkten linearen Operator {\displaystyle T\in B(E)} folgende Aussagen äquivalent sind:
- {\displaystyle T} ist ein Fredholm-Operator.
- Es gibt einen Operator {\displaystyle S\in B(E)}, so dass {\displaystyle \mathrm {id} _{E}-ST} und {\displaystyle \mathrm {id} _{E}-TS} kompakt sind.
- {\displaystyle \pi _{E}(T)} ist invertierbar in {\displaystyle B(E)/K(E)}.

Eine wichtige Folgerung ist, dass die Menge der Fredholm-Operatoren eine offene Menge in {\displaystyle B(E)} ist, denn sie ist nach diesem Satz das Urbild der offenen Menge der invertierbaren Elemente in {\displaystyle B(E)/K(E)} unter der stetigen Abbildung {\displaystyle \pi }.

## C*-Algebra
Ist {\displaystyle H} ein Hilbertraum, so ist {\displaystyle B(H)/K(H)} als Quotient einer C*-Algebra wieder eine C*-Algebra. 
Für den Rest dieses Abschnitts sei {\displaystyle H} separabel und unendlich-dimensional. 
Dann ist die Calkin-Algebra {\displaystyle B(H)/K(H)} einfach, d. h., sie besitzt keine zweiseitigen, abgeschlossenen Ideale außer {\displaystyle \{0\}} und {\displaystyle B(H)/K(H)} selbst, denn {\displaystyle K(H)\subset B(H)} ist ein maximales zweiseitiges Ideal. 
Weiter besitzt die Calkin-Algebra {\displaystyle 2^{\aleph _{0}}} (siehe Kontinuum (Mathematik)) paarweise orthogonale Projektionen. Die Calkin-Algebra besitzt keine von 0 verschiedenen separablen Darstellungen, d. h., ist {\displaystyle \varphi :B(H)/K(H)\rightarrow B({\tilde {H}})} ein *-Homomorphismus, so ist der Hilbertraum {\displaystyle {\tilde {H}}} entweder der Nullvektorraum oder nicht-separabel.

## Anwendungen
Bezüglich der Klassifikation normaler Operatoren ergeben sich erhebliche Vereinfachungen, wenn man Begriffe modulo kompakter Operatoren verwendet, solche Begriffe haben in der Regel den Zusatz wesentlich. Im Folgenden sei H wieder ein separabler Hilbertraum.
Das wesentliche Spektrum {\displaystyle \sigma _{e}(T)} eines Operators {\displaystyle T\in B(H)} ist definiert als das Spektrum ohne die isolierten Punkte endlicher Vielfachheit (Vielfachheit bedeutet Dimension des zugehörigen Eigenraums). Das wesentliche Spektrum eines normalen Operators T ist genau das bzgl. der Calkin-Algebra berechnete gewöhnliche Spektrum von {\displaystyle \pi (T)}.
Man nennt zwei Operatoren {\displaystyle T_{1}} und {\displaystyle T_{2}} unitär äquivalent modulo K(H), falls es einen unitären Operator {\displaystyle U\in B(H)} gibt, so dass {\displaystyle U^{*}T_{1}U-T_{2}} kompakt ist. Das bedeutet, dass {\displaystyle \pi (T_{1})} und {\displaystyle \pi (T_{2})} in der Calkin-Algebra unitär äquivalent sind, wobei die unitäre Transformation so gewählt werden kann, dass sie ein unitäres Urbild in {\displaystyle B(H)} hat.
Es gilt nun der folgende Satz von Hermann Weyl, John von Neumann und I. D. Berg: Für zwei normale Operatoren {\displaystyle T_{1},T_{2}\in B(H)} sind äquivalent:
- {\displaystyle T_{1}} und {\displaystyle T_{2}} sind unitär äquivalent modulo K(H).
- {\displaystyle \sigma _{e}(T_{1})=\sigma _{e}(T_{2})}.

Zusatz: Ist {\displaystyle \emptyset \not =X\subset {\mathbb {C} }} kompakt, so gibt es einen normalen Operator {\displaystyle T\in B(H)} mit {\displaystyle \sigma _{e}(T)=X}.
Der nächste Schritt besteht darin, den Begriff der Normalität nur noch modulo kompakter Operatoren zu betrachten. Man nennt einen Operator {\displaystyle T\in B(H)} wesentlich normal, wenn sein Bild {\displaystyle \pi (T)} in der Calkin-Algebra normal ist. Auch für diese Operatoren gelingt eine Klassifikation modulo K(H), wie der folgende Satz von L. G. Brown, R. G. Douglas und P. A. Fillmore zeigt (BDF-Theorie). Für zwei wesentlich normale Operatoren {\displaystyle T_{1},T_{2}\in B(H)} sind äquivalent:
- {\displaystyle T_{1}} und {\displaystyle T_{2}} sind unitär äquivalent modulo K(H).
- {\displaystyle \sigma _{e}(T_{1})=\sigma _{e}(T_{2})=:X} und für alle {\displaystyle \lambda \in {\mathbb {C} }\setminus X} gilt {\displaystyle \mathrm {index} (T_{1}-\lambda 1_{H})=\mathrm {index} (T_{2}-\lambda 1_{H})}.

Dabei steht index für den Fredholm-Index, man beachte, dass dieser für die im Satz angegebenen Operatoren nach obigem Satz von Atkinson definiert ist.

## Automorphismen auf der Calkin-Algebra
Im Rahmen der oben erwähnten BDF-Theorie stellten die Autoren 1977 die Frage, ob alle *-Automorphismen auf der Calkin-Algebra innere sind, das heißt, ob es zu jedem solchen Automorphismus {\displaystyle \varphi } einen unitären Operator {\displaystyle u\in B(H)/K(H)} gibt mit {\displaystyle \varphi (a)=uau^{*}} für alle {\displaystyle a\in B(H)/K(H)}. *-Automorphismen, die nicht von dieser Form sind, nennt man äußere *-Automorphismen. Die Frage lautet also, ob es auf der Calkin-Algebra äußere *-Automorphismen gibt.
Für {\displaystyle B(H)} ist bekannt, dass jeder *-Automorphismus ein innerer ist. Der Beweis benutzt, dass ein *-Automorphismus Operatoren mit eindimensionalem Bild wieder auf solche abbilden muss und konstruiert daraus einen unitären Operator, macht also wesentlich von kompakten Operatoren Gebrauch. Aber genau diese hat man in der Calkin-Algebra ja nicht mehr zur Verfügung, so dass sich der Beweis nicht übertragen lässt. Das Problem der Existenz äußerer *-Automorphismen war lange offengeblieben, bis es in den Jahren 2007 und 2011 eine überraschende Lösung gefunden hat. Dieses Problem hat sich als unabhängig erwiesen, das heißt, die Axiome der Zermelo-Fraenkel-Mengenlehre mit Auswahlaxiom, kurz ZFC, lassen keine Entscheidung dieser Frage zu.
Zunächst haben N. C. Phillips und N. Weaver gezeigt, dass unter der zusätzlichen Annahme der Kontinuumshypothese die Existenz äußerer Automorphismen folgt. Da die Kontinuumshypothese zu ZFC konsistent ist, wie K. Gödel mit dem Modell der konstruktiblen Mengen bereits 1938 nachgewiesen hatte, ist also auch die Existenz äußerer *-Automorphismen zu ZFC konsistent.
Damit ist ein Beweis, dass alle *-Automorphismen innere sind, nicht mehr möglich, es war aber nicht ausgeschlossen, dass es einen Beweis der Existenz äußerer *-Automorphismen auf Basis der ZFC-Axiome, der die Kontinuumshypothese nicht benutzt, geben könnte. Dass auch das nicht der Fall ist, hat I. Farah im Jahre 2011 gezeigt. Nimmt man zu ZFC das Open-Coloring-Axiom hinzu, so sind alle *-Automorphismen auf der Calkin-Algebra innere.  Da das Open-Coloring-Axiom ebenfalls zu ZFC konsistent ist, wie S. Todorcevic 1989 gezeigt hatte, kann man in ZFC die Existenz äußerer *-Automorphismen auf der Calkin-Algebra auch nicht widerlegen, das heißt, die Existenz äußerer *-Automorphismen auf der Calkin-Algebra ist insgesamt unabhängig von ZFC.